# (8471) Obrant
(8471) Obrant es un asteroide que forma parte del cinturón de asteroides y fue descubierto por Liudmila Vasílievna Zhuravliova el 5 de septiembre de 1983 desde el Observatorio Astrofísico de Crimea, en Naúchni.

## Designación y nombre
Obrant recibió inicialmente la designación de 1983 RX4.
Más tarde, en 2002, se nombró en honor del bailarín ruso Arkadi Obrant (1906-1974).

## Características orbitales
Obrant está situado a una distancia media del Sol de 2,207 ua, pudiendo acercarse hasta 1,755 ua y alejarse hasta 2,658 ua. Tiene una inclinación orbital de 5,288 grados y una excentricidad de 0,2045. Emplea en completar una órbita alrededor del Sol 1197 días. El movimiento de Obrant sobre el fondo estelar es de 0,3007 grados por día.

## Características físicas
La magnitud absoluta de Obrant es 14,7.